# Auguste Quiquerez
Pour les articles homonymes, voir Quiquerez.
Auguste Quiquerez, né le 8 décembre 1801 à Porrentruy et mort en 1882 à Soyhières, est un historien, archéologue et homme politique suisse.

## Biographie
Enfant de Jean-Georges Quiquerez, maire de Porrentruy, il suit sa famille à 13 ans au Pré-de-Vouëte (actuellement commune de Vully-les-Lacs). Il suit ensuite ses études à Fribourg, puis à Paris où il acquiert une formation d’ingénieur ; il fait ensuite son école militaire à Thoune où il est compagnon d'armes du futur Napoléon III[réf. nécessaire].
En 1826, avec son frère Louis, Olivier Seuret et Xavier Stockmar, il prête le « serment de Morimont », dans les ruines du château du Morimont à Oberlarg où il promet d'affranchir le Jura de la tutelle bernoise[réf. nécessaire]. Lors de la révolution de 1830-1831, il commande la troupe de volontaires qui déloge les troupes gouvernementales postées au pont de Courrendlin.
Il publie en 1836 son premier livre : « Jean de Vienne », un roman historique. L'année suivante, il est élu au Grand Conseil du canton de Berne où il siégera jusqu'en 1846. En 1838, il est nommé préfet du district de Delémont, fonction qu’il occupera jusqu’au changement de régime en 1846. À cette date, il devient ingénieur des mines du Jura.
Il débute alors une carrière historique et archéologique en faisant partie des fondateurs de la société jurassienne d'émulation, en participant aux fouilles sur le site du Mont Terri et en dirigeant les travaux de restauration du château du Morimont. En 1877, il est nommé docteur honoris causa de l'Université de Berne. 

## Publications parues en volumes
- Jean de Vienne et l’Évêché de Bâle au XIVe siècle, 1836 (lire en ligne)
- Monuments de l'ancien Évêché de Bâle. Le mont-terrible avec notice historique sur les etablissements des Romains dans le Jura bernois. Michel, Porrentruy 1862 (lire en ligne)
- Monuments de l'ancien Évêché de Bâle. Topographie d'une partie du Jura oriental et en particulier du Jura Bernois. Époque celtique et romaine. Michel, Porrentruy 1864 (lire en ligne)
- Monuments de l'ancien Évêché de Bâle. De l'age du fer ; recherches sur les anciennes forges du Jura bernois. Michel, Porrentruy 1866 (lire en ligne)
- Monuments de l'ancien Évêché de Bâle. Ville et château de Porrentruy. Boéchat, Delémont 1870 (lire en ligne)
- Ville et château de Porrentruy, 1870. Réédité en 1982 aux Éditions du Faubourg à Porrentruy, préface, notes et compléments d'Arnaud Bédat, avec de nombreuses illustrations inédites.
- Histoire des comtes de Ferrette. Henri Barbier, Montbéliard 1863 (lire en ligne)
- Histoire des troubles dans l’Évêché de Bâle en 1740 - Pierre Péquignat, 1875
- Histoire des institutions politiques, constitutionnelles et juridiques de l’Évêché de Bâle, des villes et des seigneuries de cet État, 1876
- Histoire de la réunion de l’ancien Évêché de Bâle au canton de Berne, 1813 à 1818, 1882
- Histoire de la Révolution dans le Jura bernois, 1830 à 1831, 1882